# Tomislav Maričić
Tomislav Maričić Kukljičanin (4. kolovoza 1929. – 23. kolovoza 2011.), hrvatski pjesnik iz Kukljice. Veliki je zaljubljenik u svoje rodno mjesto. Objavio je pjesme i igrokaze i kratke priče.
Pjesme je pisao na čakavštini.

## Djela
- Kamičiči ditinjstva, zbirka pjesama, 1991.[6]
- Dite školja, 1994. (fotografije Ante Jaša)[4]
- Rječnik govora mjesta Kukljica na otoku Ugljanu , 2000.[6]
- Kukljica, monografija, 2003.[6][7]
- Pisme umilne, 2003.[4]
- Bodulski kaleidoskop, 2005. (likovna oprema Ante Jaša, Tomislav Maričić Kukljičanin)[4]
- Priče i igrokazi, 2007.[4]

Uvršten je u nekoliko zbornika radova sa skupa priređenih pod naslovom Domaća rič (glavni urednik Šime Batović). Božidar Finka ga je uvrstio u zbirku izabranih pjesama Suvremeno čakavsko pjesništvo zadarskoga kruga 1992. godine. U Zadarskoj smotri objavio je pjesme i članke o narodnim običajima i kulturnoj baštini otoka Ugljana i njegove Kukljice.